# F1 2001 (jeu vidéo)
F1 2001 est un jeu vidéo de course développé par EA Bright Light et édité par EA Sports, sorti en 2001 sur Windows, PlayStation 2 et Xbox.

## Accueil
- AllGame : 4/5 (PC)[1] - 3,5/5 (PS2)[2] - 3,5/5 (XB)[3]
- GameSpot : 8/10 (PC)[4] - 8/10 (PS2)[5] - 8,2/10 (XB)[6]
- IGN : 7,9/10 (PC)[7] - 7,8/10 (PS2)[8] - 8,5/10 (XB)[9]
- Jeuxvideo.com : 15/20 (PC)[10] - 17/20 (PS2)[11]